# Kontrabasbasun
En kontrabasbasun kaldes også en Cimbasso er et musikinstrument der betjenes af et symfoniorkesters tubaist, og bruges primært i Puccini og Verdis operaer. Instrumentet er oftest stemt i F.
 Der er for få eller ingen kildehenvisninger i denne artikel, hvilket er et problem. Du kan hjælpe ved at angive troværdige kilder til de påstande, som fremføres i artiklen.

| Musik | Spire Denne musikartikel er en spire som bør udbygges. Du er velkommen til at hjælpe Wikipedia ved at udvide den. |